# Нацко Сотиров
Нацко Сотиров Костов е главен готвач в кухнята на царското семейство в периода 1937 – 1945 г.

## Биография
Роден в царибродското с. Каменица, Княжество България, на 4 август 1894 г. Заминава за София и започва работа като общ служител в кухнята на цар Фердинанд на едва 14-годишна възраст. По-късно постъпва в 6-и пехотен полк в българската столица. Участва в Първата световна война и се уволнява с чин старши-подофицер и три ордена за храброст I, II и III степен. Връща се в родното си село, за да създаде свое семейство.
През лятото на 1919 г., преди Западните покрайнини да бъдат предадени на Кралството на сърби, хървати и словенци, Сотиров получава писмо от бивши колеги в царската кухня, които го канят отново да работи при тях. Приема и се връща в София, и се отдава на дългогодишна служба в двореца. Особено ценен опит той черпи от последния си началник – Салвадор Сакардо. През 1937 г. Сотиров става главен готвач на царското семейство. Придружава цар Борис III не само в страната, но и при задгранични събития, като пътуването в Италия по случай сватбата на монарха, при визитата в Югославия при крал Александър I Караджорджевич, и на срещите с Хитлер. Сотиров не е единствен представител на Западните покрайнини в царската кухня. Службата му там го среща със Славчо Петров от царибродското с. Славиня, главен майстор-сладкар на двореца.
След Втората световна война работи като личен готвач на Васил Коларов и Георги Димитров. Пенсионира се през 1948 г., а 20 г. по-късно почива в София.
Автор на кулинарни книги.